# Sparkstøtting
En sparkstøtting (fra svensk, hvor stötting (= kort kælke) er afledet af stött = kort) eller kun spark er en form for slæde, bestående af en stol med lange meder monteret underneden. På stolen kan man placere varer eller en passager. Føreren står bag stolen, med et ben på den ene mede, og skubber fra med det andet ben som på et løbehjul. På stoleryggen er monteret et håndtag, man kan holde fast i og styre sparkstøttingen med. Den fungerer kun på hårdt, glat underlag som is eller hård sne. Sparkstøtting benyttes på tilfrosne vand, både på rejse og under isfiskeri.
Den første kendte beskrivelse er fra Piteå i 1872. Piteå har sit eget sparkstøttingmuseum med forskellige ældre udgaver af sparkstøttingen. Efter 1900 kom sparken i almindelig brug også i Norge, og i Aschehougs konversationsleksikon fra 1925 forlød, at den er "særlig yndet hos ungdommen". Frem til omkring 1930 blev sparkstøttingerne fremstillet hos smeden. Efter 1930 blev produktionen industrialiseret. Tidlige sparkstøttinger havde meder af træ med jernbeslag under. Sin fulde funktionalitet fik sparkstøttingen først med stålmederne.
I træfningen ved Minnesund mellem norsk og tyske tropper i april 1940 blev sparkstøttinger anvendt til forflytning af de norske tropper på Mjøsas is.
På Geilo og i Hurdal afholdes et årligt VM for sparkstøtting.